# Miraja
Perrotia là một chi bướm ngày thuộc họ Bướm nâu.